# Geodæsisk telt
Et geodæsisk telt er en moderne teltform, udviklet til mere krævende teltbrug, som oftest af professionelle bjergbestigere og arktiske ekspeditionsfolk.
Geodæsiske telte er i hovedsagen opbygget som kuppeltelte. Men hvor kuppelteltets stænger altid krydser hinanden på midten, er geodæsiske teltes design sådan, at fire stænger krydser hinanden syv gange, hvor konstruktionen skulle gøre dem stærkest i vind og vejr. Teltdesignere bruger mange resurser på at udvikle disse telte, allerede før egentlig brug, blandt andet med computerprogrammer og tests i vindtunneler, for at skabe størst mulig sikkerhed for brugerne.
| Turisme | Spire Denne artikel om turisme er en spire som bør udbygges. Du er velkommen til at hjælpe Wikipedia ved at udvide den. |